# Шарифов, Джафар Гусейн оглы
Джафар Гусейн оглы Шарифов (азерб. Cəfər Hüseyn oğlu Şərifov; 1914—1989) — гвардии капитан РККА.

## Биография
Родился в 1914 году в городе Ленкорань.
С 1944 года член ВКП(б), c 1952 года — КПСС.
В 1932 году окончил восьмилетку. В 1933—1934 годах был слушателем подготовительного курса Азербайджанского Индустриального Института, куда поступил в 1935 году. Окончил институт в июне 1941 года по специальности инженер-механик.
В рядах РККА с августа 1941 года. Прошёл ускоренную подготовку в зенитно-артиллерийском училище, которое окончил в звании лейтенанта в марте 1942 года, сразу же направлен на Брянский фронт командиром огневого взвода 408-го отдельного пулеметно-артиллерийского батальона. Был тяжело ранен в ноябре 1942 года.
После излечения в госпитале с февраля 1943 года лейтенант Шарифов сражался на Центральном фронте, где командовал огневым взводом 1285-го зенитно-артиллерийского полка 16-й зенитно-артиллерийской дивизии. В ноябре 1943 года лейтенант Джафар Шарифов был повторно ранен, находился на излечении в госпитале. После излечения направлен на трехмесячные курсы усовершенствования командного состава Высшей военной школы ПВО в Москве.
По окончании курсов в феврале 1944 года Джафар Шарифов был повышен в звании до гвардии старшего лейтенанта и направлен на 1-й Белорусский фронт. За отличие в боях 16-я зенитно-артиллерийская дивизия к тому времени была преобразована в 3-ю гвардейскую зенитно-артиллерийскую дивизию, впоследствии Речицко-Бранденбургскую. Джафар Шарифов был назначен командиром огневого взвода 297-го гвардейского зенитно-артиллерийского полка этой дивизии.
30 июня 1944 года в районе города Осиповичи Могилёвской области Беларуси огневые позиции батарей 297-го гвардейского зенитно-артиллерийского полка неоднократно атаковались частями окруженной в количестве до 1400 человек и пытавшейся вырваться на запад немецкой группировки. Командуя своим взводом, гвардии старший лейтенант Шарифов неоднократно увлекал своих бойцов в рукопашные схватки, показывая пример стойкости и мужества. Орудийно-пулеметным и ружейным огнём его взвода было уничтожено свыше 80 и пленено 107 солдат и офицеров врага.
24 января 1945 года в боях за Познань батарея стойко отражала непрерывные штурмовые и бомбардировочные налеты вражеской авиации. Взрывом авиабомбы был тяжело ранен командир батареи, гвардии старший лейтенант Шарифов был контужен. Однако превозмогая боль, невзирая на разрывы авиабомб и сильный ружейно-пулеметный обстрел, Шарифов заменил выбывшего из строя командира батареи, руководя огнём отразил налет вражеской авиации. В ходе боя был сбит вражеский самолет Фокке-Вульф 190. Всего за время командования Шарифова огневой взвод уничтожил три вражеских самолета. Гвардии старший лейтенант Джафар Шарифов был награждён орденом Отечественной войны 2-й степени.
Перед Берлинской наступательной операцией в марте 1945 года гвардии капитан Шарифов был повышен в звании до капитана, командира батареи. В ходе боев за Берлин батарея Шарифова нанесла врагу следующие потери: сбито три самолета, уничтожено две автомашины, подавлен огонь одной минометной батареи и четырёх пулеметных точек, убито 187, взято в плен 172 солдат и офицеров врага. Гвардии капитан Джафар Шарифов был награждён орденом «Красное Знамя».
С ноября 1945 года по декабрь 1947 года гвардии капитан Джафар Шарифов служил командиром батареи школы сержантского состава 3-й гвардейской зенитной Речицко-Бранденбургской Краснознаменной орденов Суворова и Кутузова дивизии группы Советских оккупационных войск Германии. Кроме отмеченных выше наград, Джафар Шарифов также был награждён медалями «За освобождение Варшавы», «За взятие Берлина», «За победу над Германией».
В 1947 году был демобилизован и вернулся в родной Азербайджан. Скончался в Баку в 1989 году.